# 仮面ライダーの乗用マシン一覧
仮面ライダーの乗用マシン一覧（かめんライダーのじょうようマシンいちらん）は、仮面ライダーシリーズに登場した仮面ライダー及びそれに類似するキャラクター、乗用マシンを有する一部の怪人の乗用マシンの一覧。

## 概要
仮面ライダーという名称の通り、ほとんどがオートバイであるが、中には自動車などバイク以外の乗用マシンや、複数の車両を使い分ける例もある。
なお、撮影で使用された車両（ベース車）も記してある。
以下、このように示す。
- （マシン名） / （乗用ライダー名）

ベース車：（ベース車名）、備考

## メインシリーズ登場マシン

### 仮面ライダー
- サイクロン号 / 仮面ライダー旧1号、仮面ライダー旧2号
ベース車：「スズキ・T200」(T20の説もあり)
- サイクロン号（変形前） / 仮面ライダー旧1号
ベース車：「ホンダ・ドリームSL350」
- 改造サイクロン号 / 仮面ライダー新1号、仮面ライダー旧2号
ベース車：「ホンダ・ドリームSL350」
- 新サイクロン号（変形前）
ベース車：「スズキ・GT380」
- 新サイクロン号 / 仮面ライダー新1号、仮面ライダー新2号、ウルトラマン（ウルトラマンVS仮面ライダー）
ベース車：スズキ・ハスラーTS250
- 本郷猛（仮面ライダー旧・桜島・新1号）のバイク
「カワサキ・90SS」(1話)
「スズキ・ハスラーTS250」
「ホンダ・ドリームSL350」
「スズキ・GT380」
「スズキ・GT350」
「ホンダ・ドリームCB350エクスポート」(12話)
- 本郷猛（仮面ライダー旧・桜島・新1号）の自動車
「三菱・ジープ」(49話)
- 一文字隼人（仮面ライダー旧・新2号）のバイク
「ホンダ・ドリームSL350」
「スズキ・GT250」
「スズキ・GT350」
「スズキ ・ハスラーTS400」(V3)
「スズキ・ハスラーTS250」(スカイライダー)
- 少年仮面ライダー隊の自転車

### 仮面ライダーV3
- ハリケーン / 仮面ライダーV3
ベース車：「スズキ・TM250」
- ライダーマンマシーン / ライダーマン
ベース車：「スズキ・ハスラーTS250」（ベース車から特に改造されていない）
- 風見志郎（仮面ライダーV3）のバイク
「スズキ・GT750」
「スズキ・ハスラーTS250」
「スズキ・GSX400L」(スカイライダー)
「スズキ・GSX400FW」(TVスペシャルZXのみ)
- 結城丈二（ライダーマン）のバイク（TVスペシャルZXのみ）
「スズキ・GSX400FW」
- 立花藤兵衛の車
「スズキ・ジムニー」
- 少年仮面ライダー隊の自転車
ブリヂストン ドレミ7 DM-7B

### 仮面ライダーX
- クルーザー /  仮面ライダーX（カイゾーグ）
ベース車：「スズキ・TM250」
- 神敬介（仮面ライダーX〈カイゾーグ〉）のバイク
「スズキ・ハスラーTS250」
「スズキ・GT550」
「スズキ・TM250」
「ホンダ・CB750フォア［K2］」（劇場版仮面ライダー大戦のみ）

### 仮面ライダーアマゾン
- ジャングラー / 仮面ライダーアマゾン
ベース車：「スズキ・TM250」
- 立花藤兵衛のバイク
「スズキ・ハスラーTS250」(3話)

### 仮面ライダーストロンガー
- カブトロー(オフロード) / 仮面ライダーストロンガー、マシーン大元帥（第38話）
ベース車：「スズキ・RL250」
　　　　：「スズキ・TM250」
- カブトロー(オンロード)/仮面ライダーストロンガー
ベース車：「スズキ・GT550」[1]
- テントロー / 電波人間タックル
ベース車：「スズキ・ハスラーTS125」
- 城茂のバイク
「スズキ・ハスラーTS250」(スカイライダー)
- ハリケーン / ヨロイ騎士（第38話）
- ライダーマンマシン / 磁石団長（第38話）

### 仮面ライダー （新）(スカイライダー)
- スカイターボ / スカイライダー
ベース車：「スズキ・SP370」
- 矢田勘次（がんがんじい）のバイク / がんがんじい
「スズキ・ユーディ」
- 筑波洋（スカイライダー）のバイク
「スズキ・ハスラーTS250」
- 筑波洋（スカイライダー）の車
「トヨタ・ハイエース(救急車仕様)(5話、救急隊員に変装して運転)

### 仮面ライダースーパー1
- Vマシン / 仮面ライダースーパー1
ベース車：「ハーレーダビッドソン・FLH」（海外メーカー製としては初）
  - ⇒ Vジェット（高速形態）
- ブルーバージョン / 仮面ライダースーパー1
ベース車：「スズキ・RM250」
　　　　：「スズキ・SP370」
- 沖一也（仮面ライダースーパー1）のバイク
「スズキ・RM250」(5話)
「スズキ・GSX400FW」(TVスペシャルZXのみ)
- ジュニア・ライダー隊の自転車・スクーター
「ブリヂストン・ドレミ仮面ライダースーパー1 KR-16」（石川マサル専用）

### 仮面ライダーZX
- ヘルダイバー / 仮面ライダーZX
ベース車：「スズキ・DR250S」
- 村雨良（仮面ライダーZX）のバイク
「スズキ・DR250S−1型」

### 仮面ライダーBLACK
- バトルホッパー / 仮面ライダーBLACK（世紀王ブラックサン）、世紀王シャドームーン、剣聖ビルゲニア
ベース車：「スズキ・RA125」
　　　　：「スズキ・RH250」
　　　　：「スズキ・RM250」(51話)
世紀王専用マシンのため、シャドームーンもBLACK（ブラックサン）同様にバトルホッパーを操ることができる。
- ロードセクター / 仮面ライダーBLACK（世紀王ブラックサン）
ベース車：「スズキ・GSX-R400」
- 南光太郎（仮面ライダーBLACK〈世紀王ブラックサン〉）のバイク
「スズキ・GSX-R400」
- 秋月信彦（世紀王シャドームーン）のバイク
「スズキ・GSX-R400」

### 仮面ライダーBLACK RX
- アクロバッター / 仮面ライダーBLACK RX
  - ⇒ ロボイザー /  ロボライダー（仮面ライダーBLACK RXのフォームチェンジ）
  - ⇒ マックジャバー / バイオライダー（仮面ライダーBLACK RXのフォームチェンジ）

ベース車：「スズキ・RH250」
前作のバトルホッパーが復活したという設定。また、ロボイザーとマックジャバーは、RXの変身とともにアクロバッターが変身した物。
- ライドロン（自動車） / 仮面ライダーBLACK RX
ベース車：「マツダ・サバンナRX-7」（自動車）
- 南光太郎（仮面ライダーBLACK RX）のバイク
「スズキ・RGV250Γ」

### 真・仮面ライダー序章
- 風祭真のバイク / 風祭真（仮面ライダーシン〈改造兵士レベル3〉）、仮面ライダーシン（改造兵士レベル3）（劇場版レッツゴー仮面ライダーのみ）
「スズキ・バンディット250」（変身後は搭乗せず[2]）

### 仮面ライダーZO
- Zブリンガー / 仮面ライダーZO
ベース車：「スズキ・GSX-R400R」
- 麻生勝（仮面ライダーZO）のバイク
「スズキ・バンディット250」

### 仮面ライダーJ
- ジェイクロッサー / 仮面ライダーJ
ベース車：「スズキ・DR250SHE」
- 瀬川耕司（仮面ライダーJ）のバイク
「スズキ・TS125R」

### 仮面ライダークウガ
- TRCS-2000 トライチェイサー2000(ゴールドヘッド) / 仮面ライダークウガ
ベース車：「ガスガス・パンペーラ250」（海外メーカー製はスーパー1以来20年ぶり）
  - ⇒ TRCS-2000 トライチェイサー2000（ポリスヘッド）

ベース車：「ガスガス・パンペーラ250」
  - ⇒ TRCS-2000 トライチェイサー2000（ブラックヘッド）

ベース車：「ガスガス・パンペーラ250」
  - ⇒ TRCS-2000A トライチェイサー2000A / 白バイ警察官

ベース車：「ガスガス・パンペーラ250」
- 装甲機ゴウラム
  - ⇒ トライゴウラム（トライチェイサー2000と装甲機ゴウラムが合体）

ベース車：「ヤマハ・VMAX」
  - ⇒鉄騎（装甲機ゴウラムとン・ダグバ・ゼバ（不完全体）の馬と合体）（小説版HERO SAGAのみ）
- BTCS-2000 ビートチェイサー2000（レッドライン） / 仮面ライダークウガ
ベース車：「ガスガス・パンペーラ250」
  - ⇒ BTCS-2000 ビートチェイサー2000（ブルーライン）

ベース車：「ガスガス・パンペーラ250」
  - ⇒ ビートゴウラム（ビートチェイサー2000と装甲機ゴウラムが合体）

ベース車：「ヤマハ・VMAX」
  -     - ⇒ ライジングビートゴウラム（ビートゴウラムがライジングフォームの影響で変化）

ベース車：「ヤマハ・VMAX」
- BTCS3000（ビートチェイサー3000） / 仮面ライダークウガ（小説版のみ）
  - ⇒ 新生ビートゴウラム / 仮面ライダークウガ（小説版のみ）
- 五代雄介（仮面ライダークウガ）のバイク
「スズキ・DR250SHE」[3]
「ホンダ・VT250F」(4話、白バイ隊員から借用)

### 仮面ライダーアギト
- マシントルネイダー / 仮面ライダーアギト
ベース車：「ホンダ・ファイアーストーム 」
  - ⇒ マシントルネイダー・スライダーモード
- ガードチェイサー / 仮面ライダーG3、G3-X、G3-MILD
ベース車：「ホンダ・X4タイプLD」
- Gトレーラー（大型トラック） / 仮面ライダーG3、G3-X、G3-MILD、S.A.U.Lの警察関係者（氷川誠、小沢澄子、尾室隆弘、北條透）
ベース車：「メルセデス・ベンツ・アクトロス・ウイングトラック 2535（1号車）& 2540（2号車）」
- ギルスレイダー / 仮面ライダーギルス
ベース車：「ホンダ・XR250」
- ダークホッパー / アナザーアギト
ベース車：「スズキ・RMX250S」
- 自衛隊のヘリコプター / 仮面ライダーG4、深海理沙、自衛隊隊員
ベース車：「UH-1に偽装したベル 412」を使用。
- ロードチェイサー / G3-MILD（小説版HERO SAGAのみ）
- 津上翔一（沢木哲也）（仮面ライダーアギト/G3-X）のバイク
「ホンダ・ファイアーストーム」
- 葦原涼（仮面ライダーギルス）のバイク
「スズキ・DR250SHE」(1話)
「ホンダ・XR250」
- G3ユニットの車両
「日産・エクストレイル」
- 木野薫（アナザーアギト）のバイク
「スズキ・DR250SHE」

### 仮面ライダー龍騎
- ライドシューター / 仮面ライダー龍騎、ナイト、シザース、ゾルダ、ライア、ガイ、王蛇、ファム（ベルデ、タイガ、インペラー、リュウガ、オーディンは劇中描写無し）
ベース車：なし
- ドラグランザー バイクモード  / 仮面ライダー龍騎サバイブ
ベース車：「ホンダ・X4」
  - ⇒ミラーモンスター ドラグランザー
- ダークレイダー バイクモード / 仮面ライダーナイトサバイブ
ベース車：「ホンダ・シャドウスラッシャー」
  - ⇒ミラーモンスター ダークレイダー
- サイコローダー / オルタナティブ、オルタナティブ・ゼロ
ベース車：「スズキ・RMX250S」
  - ⇒ミラーモンスター サイコローグ
- ブラックドラグランザー バイクモード / 仮面ライダーリュウガサバイブ（小説版HERO SAGAのみ）
  - ⇒ミラーモンスター ブラックドラグランザー
- ベノヴァイパー バイクモード  / 仮面ライダー王蛇サバイブ（小説版HERO SAGAのみ）
  - ⇒ミラーモンスター ベノヴァイパー
- 城戸真司（仮面ライダー龍騎/リュウキ）のバイク
「ホンダ・ズーマー」
- 秋山蓮（仮面ライダーナイト）のバイク
「ホンダ・シャドウスラッシャー」
「ホンダ・シャドウ<400>」
- 秋山蓮（仮面ライダーナイト）の車
「日産・エクストレイル」
- 北岡秀一（仮面ライダーゾルダ）の自動車
「ジャガー・XJ」
「BMW・8シリーズ」
「サーブ・900カブリオレ」(10話)
「BMW・5シリーズセダン」
「ジャガー・XJ-S」
「ホンダ・アコードエアロデッキ」(30話)
「フォルクスワーゲン・ゴルフ」(33話)
「三菱・パジェロ」(34話)
- 手塚海之（仮面ライダーライア）のバイク
「ホンダ・CB400スーパーフォア」
- 東條悟（仮面ライダータイガ）のバイク
「スズキ・GSX400 インパルス」(40話)
- 東條悟（仮面ライダータイガ）の自動車
「トヨタ・カローラII」(45話)
- 佐野満（仮面ライダーインペラー）の自動車
「トヨタ・スープラ」(44話)

### 仮面ライダー555
- オートバジン ビークルモード / 仮面ライダーファイズ
ベース車：「ホンダ・XR250」
  - ⇒ オートバジン バトルモード（サポートマシン）
- ジェットスライガー / 仮面ライダーファイズ、仮面ライダーデルタ、ライオトルーパー（劇場版で一瞬のみ）（カイザは劇中未使用）
ベース車：なし
- サイドバッシャー ビークルモード / 仮面ライダーカイザ、ライオトルーパー（劇場版で一瞬のみ）、スネークオルフェノク（劇場版のみ）
ベース車：「ホンダ・CB1300スーパーフォア」
  - ⇒ サイドバッシャー バトルモード
- ジャイロアタッカー / ライオトルーパー
ベース車：「ホンダ・XR250」
　　　　：「ホンダ・CRF450R」
- フライングアタッカー / 仮面ライダーサイガ
厳密には飛行・低空飛行のためのバックパックで、遠・近距離用武器を兼ねる。
- 乾巧（仮面ライダーファイズ/デルタ・ウルフオルフェノク）、園田真理のバイク（第4話以降は園田真理が使用）
「ホンダ・XR250」
- 草加雅人（仮面ライダーカイザ）のバイク
「ホンダ・シャドウスラッシャー<400>」
- 三原修二（仮面ライダーデルタ）のバイク
「ホンダ・フォルツァ」
- 海堂直也（スネークオルフェノク・仮面ライダーファイズ・ライオトルーパー）のバイク
「ホンダ・CB1300スーパーフォア」
「ホンダ・VFR750P(VFR750F)」(24話、白バイ隊員に変装して搭乗)
- 海堂直也の車(劇場版)
「三菱・ジープ」
- 胡桃玲菜(仮面ライダーミューズ)のバイク
「ホンダ・ホーク11」
- ヒサオ(仮面ライダーデルタ、モスキートオルフェノク)のバイク
「ヤマハ・ジョグ」

### 仮面ライダー剣
- ブルースペイダー / 仮面ライダーブレイド
ベース車：「ホンダ・XR250」
- シャドーチェイサー / 仮面ライダーカリス
ベース車：「ホンダ・XR250」
- レッドランバス / 仮面ライダーギャレン
ベース車：「ホンダ・XR250」
- グリンクローバー / 仮面ライダーレンゲル
ベース車：「ホンダ・XR250」
- 剣崎一真のバイク(劇場版)
「ホンダ・XR250・モタード」
- 相川始（仮面ライダーカリス・ジョーカー）のバイク
「ホンダ・XR250・モタード」
- 志村純一（仮面ライダーグレイブ・アルビノジョーカー）のバイク
「ホンダ・CBR1000RR」（変身後は搭乗せず）
- 三輪夏美（仮面ライダーラルク）のバイク
「ホンダ・CBR600RR」（変身後は搭乗せず）
- 禍木慎（仮面ライダーランス）のバイク
「ホンダ・CBR600RR」（変身後は搭乗せず）

### 仮面ライダー響鬼
- 凱火 / 仮面ライダー響鬼
ベース車「ホンダ・ワルキューレルーン」
- 不知火（乗用車） / ヒビキ（日高仁志）（仮面ライダー響鬼）、立花香須実（猛士のサポーター）、安達明日夢（仮面ライダー響鬼（ビデオ版のみ））、桐矢京介（京介変身体）
ベース車：「ホンダ・エレメント」（変身後は搭乗せず。但しヒビキ（日高仁志）は運転が苦手な為ほとんどの場合が助手席）
- 竜巻 / 仮面ライダー威吹鬼、仮面ライダー響鬼、天美あきら（あきら変身体）（イブキ（和泉伊織）と搭乗）
ベース車：「ホンダ・シャドウ<750>」
- 雷神（乗用車） / トドロキ（戸田山登巳蔵）（仮面ライダー轟鬼）、ザンキ（財津原蔵王丸）（仮面ライダー斬鬼）
ベース車：「ホンダ・エレメント」
- 岩紅獅子（イワベニシシ）（ディスクアニマル・サポートメカ） / 仮面ライダー響鬼（劇場版のみ）
- 消炭鴉（ケシズミカラス）（ディスクアニマル・サポートメカ）  / 仮面ライダー歌舞鬼
- 岩紅獅子（イワベニシシ）（ディスクアニマル・サポートメカ）  / 仮面ライダー西鬼
- ヒビキ（日高仁志）（仮面ライダー響鬼）のバイク
「ホンダ・CB1300スーパーボルドール」
「ホンダ・CRF250R」(19話)
- イブキ（和泉伊織）（仮面ライダー威吹鬼）（天美あきら（あきら変身体）もイブキ（和泉伊織）と搭乗）のバイク
「ホンダ・シャドウ<400>」
「ホンダ・フォルツァZ ABS」
- ザンキの車
「ルノー・メガーヌツーリングワゴン」
- トドロキの車
「ルノー・カングー」(ジオウ)
- エイキの車
「ホンダ・CR-V」
- 桐矢京介の自転車
「ジェイミス・Durango sport sx」(41話)

### 仮面ライダーカブト
- カブトエクステンダー マスクドモード / 仮面ライダーカブト
ベース車「ホンダ・CBR1000RR」
  - ⇒ カブトエクステンダー エクスモード
- マシンゼクトロン / 仮面ライダーザビー、ドレイク、サソード、コーカサス、ヘラクス、ケタロス、キックホッパー、パンチホッパー（ザビー、ドレイク、ヘラクス以外はゲーム・玩具設定のみ）
ベース車「ホンダ・CBR1000RR」
- ガタックエクステンダー マスクドモード / 仮面ライダーガタック
ベース車「ホンダ・XR250・モタード」
  - ⇒ ガタックエクステンダー エクスモード
- ダークエクステンダー マスクドモード / 仮面ライダーダークカブト（ゲーム設定のみ）
  - ⇒ ダークエクステンダー エクスモード
- 天道総司（日下部総司）（仮面ライダーカブト・ゼクトルーパー・シャドウゼクトルーパー）のバイク（第1話のみ）
「ホンダ・CBR1000RR」
- 加賀美新（仮面ライダーガタック/ザビー・ゼクトルーパー）のバイク
「ホンダ・XR400モタード」
- ゼクト指令車 / 矢車想（仮面ライダーザビー/キックホッパー）、影山瞬（仮面ライダーザビー/パンチホッパー・シャドウゼクトルーパー・ネイティブ（角のあるサナギ））、加賀美新（仮面ライダーガタック/ザビー・ゼクトルーパー）、天道総司（日下部総司）（仮面ライダーカブト・ゼクトルーパー・シャドウゼクトルーパー）、ZECT隊員（ゼクトルーパー・ブライトルーパー）、ZECTシャドウ隊員（シャドウゼクトルーパー）
「ハマー・H1」（ゼクトルーパーが移動する際に乗車）
「メルセデス・ベンツ・ビアノ アンビエンテ ロング」(ゼクトルーパー・シャドウが移動する際に乗車）
- NEO ZECTの車両
「トヨタ・ハイラックスサーフ」

### 仮面ライダー電王
- マシンデンバード / 仮面ライダー電王、仮面ライダーNEW電王
ベース車：「ホンダ・XR250」
デンライナー、NEWデンライナーの操縦席にもなる
- デンライナーゴウカ（電車） / 仮面ライダー電王、野上良太郎（仮面ライダー電王/幽汽 スカルフォーム）、ハナ、コハナ、ナオミ、オーナー、モモタロス（仮面ライダー電王 ソードフォーム）、ウラタロス（仮面ライダー電王 ロッドフォーム）、キンタロス（仮面ライダー電王 アックスフォーム）、リュウタロス（仮面ライダー電王 ガンフォーム）、ジーク（仮面ライダー電王 ウイングフォーム）、デンライナー乗客他
  - ⇒ デンライナー バトルモード
  - ⇒ デンライナーゴウカ クライマックスモード
    - 1号車（先頭車両）
    - 2号車（ドギーランチャー搭載型）
    - 3号車（モンキーボマー搭載型）
    - 4号車（バーディーミサイル搭載型）
    - 食堂車
    - 客車
- デンライナーイスルギ
  - レドーム
- デンライナーレッコウ
- デンライナーイカヅチ
  - 前車両 / 後車両
- キングライナー ライナーモード（駅舎用電車） / 仮面ライダー電王
  - ⇒ キングライナー ステーションモード / 駅長他
  - ⇒ ターミナルステーション
- デンライナー署専用ワンボックスカー / コハナ、モモタロス（仮面ライダー電王 ソードフォーム）、ウラタロス（仮面ライダー電王 ロッドフォーム）、キンタロス（仮面ライダー電王 アックスフォーム）、リュウタロス（仮面ライダー電王 ガンフォーム）（劇場版電王&キバ クライマックス刑事のみ）
ベース車：「マツダ・ボンゴフレンディ」
- マシンゼロホーン / 仮面ライダーゼロノス
ベース車：「ホンダ・XR250」（撮影はデンバードの改装車で行われている）、ゼロライナーの操縦席にもなる
- ゼロライナー（電車） / 仮面ライダーゼロノス（桜井侑斗時も搭乗）、デネブ（仮面ライダーゼロノス ベガフォーム）他
  - ⇒ ゼロライナー バトルモード
  - ゼロライナードリル
  - ゼロライナーナギナタ
- ガオウストライカー / 仮面ライダーガオウ
ベース車：「ホンダ・XR250」、ガオウライナーの操縦席にもなる
- ガオウライナーキバ（電車） / 仮面ライダーガオウ（牙王時も搭乗）、モレクイマジン、コブライマジン、ゲッコーイマジン、ニュートイマジン、サラマンダーイマジン他
  - 後続車両（7～8両）
- ネガデンバード / 仮面ライダーネガ電王
ベース車：「ホンダ・XR250」、ネガデンライナーの操縦席にもなる
- ネガデンライナー（電車） / 仮面ライダーネガ電王（ネガタロス時も搭乗）
  - 1号車（砲門搭載型）
  - 2号車（ギガンデスハデス搭載型）
  - 3号車（ギガンデスヘル搭載型）
  - 4号車（ギガンデスヘブン搭載型）
- NEWデンライナー（電車） / 仮面ライダーNEW電王（野上幸太郎時も搭乗）、テディ他
- 幽霊列車（蒸気機関車） / 死郎（仮面ライダー幽汽 ハイジャックフォーム）、ソラ、ゴーストイマジン（仮面ライダー幽汽 スカルフォーム）、ファントムイマジン、シャドウイマジン他
- 鬼の戦艦（戦艦） / ゴルドラ、シルバラ（クチミコ、ミミヒコ時も搭乗）他
- トッキュウオーキョウリュウジン feat.デンライナー / 仮面ライダー電王（劇場版仮面ライダー大戦のみ、操縦せず）
  - トッキュウオー
  - キョウリュウジャーレッシャー
  - デンオウレッシャー（玩具商品名で劇中ではデンライナーゴウカのまま）

### 仮面ライダーキバ
- マシンキバー / 仮面ライダーキバ
ベース車：「ホンダ・シャドウ<750>」
  - ⇒ ブロンブースター
  - ⇒ 魔像ブロン
魔像ブロンと合体。ベース車なし、フルCG。
- キャッスルドラン / 仮面ライダーキバ、紅渡（仮面ライダーキバ）、アームズモンスター（次狼（ガルル・仮面ライダーイクサ）、ラモン（バッシャー）、力（ドッガ））、真夜（パールシェルファンガイア（真夜・ピンク））、キング（バットファンガイア・仮面ライダーダークキバ）、ビショップ（スワローテイルファンガイア）他
- シュードラン
- イクサリオン / 仮面ライダーイクサ
ベース車：「ホンダ・CBR1000RR」
- パワードイクサー / 仮面ライダーイクサ
- 白峰天斗（仮面ライダーレイ）のバイク
「ホンダ・DN-01」（変身後は搭乗せず）
- 登太牙（仮面ライダーサガ）のバイク
「ホンダ・DN-01」（変身後は搭乗せず）

### 仮面ライダーディケイド
- マシンディケイダー / 仮面ライダーディケイド
ベース車：「ホンダ・DN-01」
  - ⇒ オートバジン ビークルモード（アタックライドで変身）
    - ⇒ オートバジン バトルモード

  - ⇒ サイドバッシャー バトルモード（アタックライドで変身、劇場版MOVIE大戦2010のみ）
- クウガゴウラム / 仮面ライダーディケイド、アルティメットゴウラム（劇場版MOVIE大戦2010のみ）
仮面ライダークウガがファイナルフォームライドで変形
- アギトトルネイダー / 仮面ライダーディケイド
仮面ライダーアギトがファイナルフォームライドで変形
- ゼクターカブト / 仮面ライダーディケイド
仮面ライダーカブトがファイナルフォームライドで変形
- デンオウデンライナー（ライダーカードの設定のみ）
仮面ライダー電王がファイナルフォームライドで変形
- ストロングゼクター / 仮面ライダーディケイド（小説版HERO SAGAのみ）
仮面ライダーストロンガーがファイナルフォームライドで変形
- マシンディエンダー / 仮面ライダーディエンド（設定のみ、劇場版『レッツゴー仮面ライダー』のオールライダーブレイクで搭乗）
- 門矢司の自動車
「三菱・パジェロ(73式小型トラック)」(7人のジオウ)
- 海東大樹（仮面ライダーディエンド/G3-X）の自動車
「クライスラー・ジープ・チェロキー」(23話)
- 仮面ライダーグレイブのバイク
「ホンダ・CBR600RR」
- 仮面ライダーラルクのバイク
「ホンダ・CBR600RR」
- 仮面ライダーランスのバイク
「ホンダ・CBR600RR」
- 結城丈二（ライダーマン）のバイク
「ホンダ・VTR1000 SP-2」（『The Next Decade』PVにおいて搭乗）
- 緑大猿（リョクオオザル）（ディスクアニマル・サポートメカ） / 仮面ライダー響鬼（回想のみ）
- ビッグマシン（巨大ロボット） / 仮面ライダーディエンド（劇場版スーパーヒーロー大戦のみ）
大ショッカーのクライス要塞と大ザンギャックのギガントホースを合体させた巨大メカでディエンドが強奪。
- ローズアタッカー / 仮面ライダーディケイド（劇場版仮面ライダー大戦のみ）

### 仮面ライダーW
- ハードボイルダー / 仮面ライダーW、仮面ライダージョーカー、仮面ライダーサイクロン（小説版のみ）
ベース車：「ホンダ・CBR1000RR」
  - ⇒ ハードボイルダー スタートダッシュモード
  - ⇒ ハードタービュラー
  - ⇒ ハードスプラッシャー
  - ⇒ ハードマンモシャー（撃破したマンモスメカと合体）（劇場版MOVIE大戦2010のみ）
  - ⇒ ハードガンナー（ガンナー・Aと合体）

ハードマンモシャーはスーパーショッカーのマンモスメカを撃破した後、強制合体しW（ダブル）が強奪。
- リボルギャリー / 仮面ライダーW、仮面ライダーアクセル、左翔太郎（仮面ライダーW/ジョーカー/W（なにわの美少女仮面））、フィリップ（園咲来人）（仮面ライダーW/サイクロン（小説版のみ））、鳴海亜樹子（仮面ライダーW（なにわの美少女仮面））
- 仮面ライダーアクセル バイクフォーム / 仮面ライダーアクセル、仮面ライダーW（アクセルの上に搭乗）
仮面ライダーアクセル自身が変形。ベース車なし、フルCG。
- ガンナー・A / 仮面ライダーアクセル
  - ⇒ アクセルガンナー
  - ⇒ アクセルタービュラー（リボルギャリーに搭載されるハードボイルダー用の互換ユニットと合体）
- ディアブロッサ / 照井竜（仮面ライダーアクセル）
ベース車：「ドゥカティ・999S」（変身前に乗用）
- 照井竜（仮面ライダーアクセル）のバイク
「ホンダ・VTRスタイルⅡ」（MOVIE大戦2010のみ）
「ホンダ・CRF250R」（36話）
「カワサキ・ZRX1200 ダエグ」（Vシネマ『アクセル』のみ）
「ドゥカティ・スーパースポーツ」(Vシネマ 『ゲイツマジェスティ』のみ)
- スカルボイルダー / 仮面ライダースカル
ベース車：「ホンダ・CBR1000RR」
- スカルギャリー / 仮面ライダースカル
- NEVERの車両 / 大道克己（仮面ライダーエターナル）、羽原レイカ（ヒート・ドーパント）、堂本剛三（メタル・ドーパント）、泉京水（ルナ・ドーパント）、芦原賢（トリガー・ドーパント）
「三菱・ジープ」
- 大道克己（仮面ライダーエターナル）の自動車
「シボレー・コルベット」(Vシネマ『エターナル』のみ)
- なにわの美少女仮面の自転車

### 仮面ライダーオーズ/OOO
- ライドベンダー / 仮面ライダーオーズ、仮面ライダーバース、仮面ライダーバース・プロトタイプ、後藤慎太郎（仮面ライダーバース/バース・プロトタイプ）、鴻上ファウンデーション戦闘員他
ベース車：「ホンダ・シャドウファントム750」
  - ⇒ 自販機モード
  - ⇒ トライドベンダー / 仮面ライダーオーズ
    - ⇒ トラカンドロイド
- CLAWs・サソリ / 仮面ライダーバース、仮面ライダーオーズ
バースの武装（武器）であるバース・CLAWs（ブレストキャノン・キャタピラレッグ・クレーンアーム・ドリルアーム・ショベルアーム・カッターウィング）を合体させた支援ユニット。
- アクアミライダー（水上オートバイ） / 仮面ライダーアクア
- 仮面ライダーコア・バイク形態 / 仮面ライダーコア
仮面ライダーコア自身の下半身が変形。ベース車なし、フルCG。
- 少年仮面ライダー隊の自転車

### 仮面ライダーフォーゼ
- マシンマッシグラー / 仮面ライダーフォーゼ
ベース車：「ホンダ・XR230」
- パワーダイザー（キング・ダイザー）（サポートマシン） / 大文字隼（仮面ライダーフォーゼ（ショーのみ））、歌星賢吾、風城美羽（仮面ライダーフォーゼ（ショーのみ））、JK（神宮海蔵）（仮面ライダーフォーゼ（ショーのみ））、江本州輝（タチバナ／ヴァルゴ・ゾディアーツ）
  - ⇒ パワーダイザービークルモード+マシンマッシグラー / 仮面ライダーフォーゼ（劇場版のみ）
- マシンメテオスター / 仮面ライダーメテオ
ベース車：「ホンダ・XR230」
- ロケットドリルゴーバスターオー / 仮面ライダーフォーゼ（イエローバスターの代理で搭乗）&特命戦隊ゴーバスターズ（レッドバスター、ブルーバスター）+バディロイド（チダ・ニック、ゴリサキ・バナナ、ウサダ・レタス）（バディロイドはいずれも操縦席に変型）（劇場版スーパーヒーロー大戦のみ）
- インガ・ブリンクのバイク
「カワサキ・ninja250R」
- クイーン・ダイザー（軍事用パワーダイザー）（サポートマシン） / 風城美羽（仮面ライダーフォーゼ（ショーのみ））（劇場版のみ）
- JK（ジェイク）・ダイザー（軍事用パワーダイザー）（サポートマシン） / JK（神宮海蔵）（仮面ライダーフォーゼ（ショーのみ））（劇場版のみ）
- 仮面ライダーアクセル バイクフォーム  / 仮面ライダーなでしこ（アクセルの上に搭乗）（劇場版MOVIE大戦アルティメイタムのみ）
- エクソダス・マークII（スペースシャトル） / 如月弦太朗 （仮面ライダーフォーゼ）、、歌星賢吾、城島ユウキ（ジェミニ・ゾディアーツ）、大文字隼（仮面ライダーフォーゼ（ショーのみ））、風城美羽（仮面ライダーフォーゼ（ショーのみ））、JK（神宮海蔵）（仮面ライダーフォーゼ（ショーのみ））、野座間友子（仮面ライダーフォーゼ（ショーのみ））、朔田流星（仮面ライダーメテオ）、白山静 （スカイダイン）、冴葉晴海（グランダイン）（劇場版のみ）
- 幽霊バイク / 仮面ライダーイカロス（小説版のみ）

### 仮面ライダーウィザード
- マシンウィンガー / 仮面ライダーウィザード
ベース車：「ホンダ・CRF250L」
- ウィザードラゴン（ファントム） / 仮面ライダーウィザード
  - ⇒ ウィンガー・ウィザードラゴン
  - ⇒ ストライクフェーズ
- ビーストキマイラ（ファントム） / 仮面ライダービースト
- ライドスクレイパー（箒） / 仮面ライダーメイジ
- キョウリュウジン / 仮面ライダーウィザード&獣電戦隊キョウリュウジャー（キョウリュウレッド、キョウリュウブラック、キョウリュウブルー、キョウリュウグリーン、キョウリュウピンク）（劇場版スーパーヒーロー大戦Zのみ）
  - ⇒ キョウリュウジン＋ウィンガーウィザードラゴン ストライクフェーズ（スーパーヒーロー大戦Zのみ）
- マウンテンバイク / 仮面ライダービースト（第40話）

### 仮面ライダー鎧武/ガイム
- サクラハリケーン / 仮面ライダー鎧武、仮面ライダー龍玄（鎧武用を借用）、仮面ライダー黒影、仮面ライダーブラーボ
ベース車：「ホンダ・CRF250L」
  - ⇒ サクラハリケーンロックシード
- ローズアタッカー / 仮面ライダーバロン、仮面ライダー龍玄、仮面ライダーグリドン
ベース車：「ホンダ・CRF250L」
  - ⇒ ローズアタッカーロックシード
- ダンデライナー / 仮面ライダー鎧武、黒影トルーパー、仮面ライダー龍玄（黒影トルーパー用を借用）、仮面ライダーバロン
  - ⇒ タンポポロックシード
- チューリップホッパー / 黒影トルーパー、仮面ライダー鎧武
操縦者なしで自動稼働することも可能。
  - ⇒ チューリップホッパーロックシード
- スイカアームズ（ロックシードのアームズ） / 仮面ライダー鎧武、仮面ライダーバロン、仮面ライダーグリドン
操縦者なしで自動稼働することも可能。
  - ⇒ 大玉モード
  - ⇒ ジャイロモード
- 仮面ライダーバロンのトライアルバイク
「ベータ・EVO2T250」
- 仮面ライダータイラントのトライアルバイク
「ベータ・EVO2T250」
- 呉島貴虎の車
「BMW・X5」(14話)
「BMW・X3」(斬月外伝)
- ユグドラシル・コーポレーションの車両 / 呉島貴虎（仮面ライダー斬月/斬月・真）
「トヨタ・センチュリー」
「三菱・ジープ」(劇場版のみ)
- 城之内秀保の車
「ポルシェ・ボクスター」(グリドンVSブラーボ1話)
- 黒影トルーパーのバイク / 黒影トルーパー（劇場版のみ）
「ホンダ・XR250」
「ガスガス・パンペーラ250」
- ピザ配達バイク / 仮面ライダー鎧武（第2話）
「ホンダ・ジャイロキャノピー」

### 仮面ライダードライブ
- トライドロン タイプスピード（自動車） / 仮面ライダードライブ、ドライブドライバー（クリム・スタインベルト）、詩島霧子
ベース車：「ホンダ・NSX」
  - ⇒ トライドロン タイプワイルド / 仮面ライダードライブ
  - ⇒ トライドロン タイプテクニック / 仮面ライダードライブ
  - ⇒ トライドロン タイプフルーツ / 仮面ライダードライブ&鎧武（劇場版MOVIE大戦フルスロットルのみ）
  - ⇒ ブースタートライドロン / 仮面ライダードライブ、仮面ライダーマッハ、仮面ライダーチェイサー
    - ⇒ ライドブースターレッド[4]
    - ⇒ ライドブースターブルー[4]
    - ⇒ブースタートライドロン（タイプテクニック） / 仮面ライダーチェイサー&ドライブ&マッハ（第40話）
    - ⇒ブースタートライドロン+ゼロライナー / 仮面ライダードライブ&デネブ（dビデオ『4号』のみ）
- ⇒ シュリケンジントライドロン / 仮面ライダードライブ&手裏剣戦隊ニンニンジャー（アカニンジャー、アオニンジャー、キニンジャー、モモニンジャー、シロニンジャー）（劇場版スーパーヒーロー大戦GP3号のみ）
  - ⇒ オトモ忍トライドロン（ロボット） / 仮面ライダードライブ（劇場版のみ）
- ライドチェイサー / 仮面ライダーチェイサー、魔進チェイサー
ベース車：「ホンダ・NM4-01」
- ライドマッハー / 仮面ライダーマッハ
ベース車：「ホンダ・NM4-01」
  - ⇒ライドクロッサー（自動車） / 仮面ライダーマッハ、魔進チェイサー、仮面ライダーチェイサー

ライドマッハーとライドチェイサーが合体した自動車（四輪車両）。
  - ⇒ブースターライドクロッサー / 仮面ライダーチェイサー（劇場版のみ）
- トライサイクロン（自動車） / 仮面ライダー3号
ベース車：「ユーノス・ロードスター」
- スカイサイクロン（プロペラ機） / 仮面ライダー4号（搭乗はせず自動操縦）
  - ショッカー戦闘機2機と合体が可能。
- ネクストライドロン（自動車） / 仮面ライダーダークドライブ
ベース車：「メルセデスAMG・GT」
- プロトトライドロン（自動車） / 泊進ノ介（仮面ライダードライブ）（劇場版のみ）
ベース車：「ホンダ・NSX」
- 泊進ノ介（仮面ライダードライブ）の自動車
「フォルクスワーゲン・ビートル」(第39話のみ)
「日産・GT-R」(47話のみ)
「トヨタ・クラウン」(超MOVIE大戦ジェネシスのみ)
「クライスラー・300C」(シークレット・ミッション type HIGH-SPEEDのみ)
- 特状課の車両 / 泊進ノ介（仮面ライダードライブ）、詩島霧子
「トヨタ・ハイエースワゴン」
- ハーレー・ヘンドリクソンのバイク
「ホンダ・ゴールドウイングSE」
- ハート（擬態広井真蔵）（ハートロイミュード/スパイダー型ロイミュード002・仮面ライダーハート・仮面ライダードライブ タイプスピードワイルドテクニック・仮面ライダードライブ タイプトライドロン（ショーのみ））の自動車（第2話、一般人から強奪）
「キャデラック・エルドラド」
- ライドブレイザー / 仮面ライダーブレン（Webドラマのみ）
ベース車：「ホンダ・NM4-01」 - ライドチェイサーのリペイント

### 仮面ライダーゴースト
- マシンゴーストライカー / 仮面ライダーゴースト
ベース車：「ホンダ・CRF250X」
  - ⇒ イグアナゴーストライカー / 仮面ライダーゴースト
  - ⇒ イグアナゴーストライカー+ライドブースター / 仮面ライダーゴースト&ドライブ（劇場版超MOVIE大戦ジェネシスのみ）
- キャプテンゴースト（幽霊船）
- 天空寺タケル（仮面ライダーゴースト）のバイク
「ホンダ・CRF250L」
「ホンダ・XR250」(劇場版超MOVIE大戦ジェネシスのみ)
- マシンフーディー / 仮面ライダースペクター、仮面ライダーゴースト
ベース車：「ホンダ・CBR650F」
  - ⇒ フーディーニゴースト（飛行ユニット）（フーディーニ魂）（変化形態）
  - ⇒ フーディーニゴースト・スライダーモード（フーディーニ魂）（変化形態） / 仮面ライダースペクター、仮面ライダーゴースト（自身（闘魂ブースト魂）が使用・スペクターの上に搭乗）

仮面ライダースペクター・ゴースト自身が飛行。
- ネオサイクロン / 仮面ライダー1号（2016年版）
ベース車：「ホンダ・ゴールドウイングF6C」
- イグアナゴーストライカー（青・ダークネクロム用） / 仮面ライダーダークネクロムR（レッド）、仮面ライダーダークネクロムB（ブルー）、仮面ライダーダークネクロムY（イエロ－）

### 仮面ライダーエグゼイド
- 仮面ライダーレーザー バイクゲーマー レベル2 / 仮面ライダーレーザー（自走）、仮面ライダーエグゼイド、南雲影成（仮面ライダー風魔）
仮面ライダーレーザー自身が変形。
ベース車：「ホンダ・CRF250L」
- バイクゲーマ/ 仮面ライダーエグゼイド、仮面ライダーレーザーターボ
ベース車：「ホンダ・CRF250L」
- スポーツゲーマ（自転車）/ 仮面ライダーゲンム、仮面ライダーエグゼイド
ベース車：「コナ・Precept200」
- 鏡飛彩（仮面ライダーブレイブ）の自動車
「ポルシェ・カイエン」(2話)
- 檀正宗（仮面ライダークロノス・ゲムデウスクロノス・超ゲムデウス）の自動車
「アウディ・A6」
- 電脳救命センター（CR）のバイク
「ホンダ・フォルツァSi」
- 遊園地の遊具（第27話） / ライドプレイヤーニコ
「メロディーペットミニ」（歩行バッテリーカー）

- 檀黎斗（仮面ライダーゲンム）の自動車（劇場版トゥルー・エンディングのみ）
「日産　スカイライン V35」
- バリブルーン / アカライダー（仮面戦隊ゴライダー）（劇場版超スーパーヒーロー大戦のみ）
- ゴーカイガレオン / アオライダー（仮面戦隊ゴライダー）（劇場版超スーパーヒーロー大戦のみ）
- マジドラゴン / キライダー（仮面戦隊ゴライダー）（劇場版超スーパーヒーロー大戦のみ）
- キャッスルドラン / ミドライダー（仮面戦隊ゴライダー）（劇場版超スーパーヒーロー大戦のみ）
- デンライナー / モモライダー（仮面戦隊ゴライダー）（劇場版超スーパーヒーロー大戦のみ）

### 仮面ライダービルド
- マシンビルダー / 仮面ライダービルド、仮面ライダークローズ
ベース車種「ホンダ・XR230」
  - ⇒ ビルドフォン
- 万丈龍我（仮面ライダークローズ/クローズチャージ/エボル ドラゴンフォーム）のバイク
「ホンダ・CRF250L」
- 東都政府の車両 / 東都政府隊員、ガーディアン
「フォード・エクスプローラー」
- 石動惣一（ブラッドスターク/仮面ライダーエボル）の自動車
「ミニ・コンバーチブル」(16話)

- 滝川紗羽の自動車
「スバル・R2」

### 仮面ライダージオウ
- ライドストライカー / 仮面ライダージオウ、仮面ライダーゲイツ
ベース車：「ホンダ・CRF250ラリー」[5]
  - ⇒ バイクライドウォッチ
- タイムマジーン（ジオウ機） ビークルモード / 仮面ライダージオウ
  - ⇒ タイムマジーン（ジオウ機） ジオウモード / 常磐ソウゴ（仮面ライダージオウ）、ツクヨミ
  - ⇒ タイムマジーン（ジオウ機）  オーズモード/仮面ライダージオウ オーズアーマー
  - ⇒ タイムマジーン（ジオウ機）  オーズタジャドルコンボモード/仮面ライダージオウ オーズアーマー（オーズタジャドルコンボライドウォッチ使用時）
  - ⇒ タイムマジーン（ジオウ機）  ビルドモード/仮面ライダージオウ（ビルドライドウォッチ使用時）
  - ⇒ タイムマジーン（ジオウ機）  エグゼイドモード/仮面ライダージオウ（エグゼイドライドウォッチ使用時）
  - ⇒ タイムマジーン（ジオウ機）  クウガモード/仮面ライダージオウ クウガアーマー（平成ジェネレーションズFOREVERのみ）
- タイムマジーン（ゲイツ機） ビークルモード / 仮面ライダーゲイツ、仮面ライダービルド（劇場版仮面ライダー平成ジェネレーションズFOREVERのみ）
  - ⇒ タイムマジーン（ゲイツ機） ゲイツモード / 明光院ゲイツ（仮面ライダーゲイツ）
  - ⇒ タイムマジーン（ゲイツ機）  クローズモード/仮面ライダーゲイツ（クローズライドウォッチ使用時）
  - ⇒ タイムマジーン（ゲイツ機）  ゲンムモード/仮面ライダーゲイツ（ゲンムライドウォッチ使用時）
  - ⇒ タイムマジーン（ゲイツ機）  ビルドモード/仮面ライダービルド（平成ジェネレーションズFOREVERのみ）
- タイムマジーン（白ウォズ機） / もう一人のウォズ（白ウォズ）（仮面ライダーウォズ）
- タイムマジーン（A3型） / 仮面ライダーアクア
- 常盤ソウゴBのバイク
「ホンダ・XR250・モタード」

### 仮面ライダーゼロワン
- ライズホッパー / 仮面ライダーゼロワン
ベース車：「ホンダ・CRF450L」
  - ⇒ 飛電ライズフォン
- 仮面ライダーゼロワン ブレイキングマンモス / 仮面ライダーゼロワン
搭乗型ロボットであるがゼロワンのフォームの一つとして扱われる。
  - ⇒ 衛星フォーム
  - ⇒ ジェットフォーム
- 飛電インテリジェンスの車両(1話)
「メルセデス・ベンツ・SクラスAMG」
- A.I.M.S.の車両
「トヨタ・ハイエースワゴン」(7話)
- ZAIAエンタープライズの車両
「メルセデス・ベンツ・Cクラスセダン」
「BMW・X1」(18話)
- レジスタンスの車両(令和ジェネレーション)
「クライスラー・ジープ・ラングラー」
- A.I.M.S.隊員用バイク
「シェルコ・ST250」(劇場版)
「ホンダ・XR250」(バルカン&バルキリー)

### 仮面ライダーセイバー
- ディアゴスピーディー / 仮面ライダーセイバー
ベース車：「ホンダ・CRF450L」
  - ⇒ ディアゴスピーディーワンダーライドブック
- ライドガトライカー / 仮面ライダーブレイズ、仮面ライダーエスパーダ
ベース車：「BRP・Can-am Spyder F3-S」
  - ⇒ ガトライクフォン
- キングオブアーサー
搭乗しないが、仮面ライダーセイバーが剣セーバーセイバーになる。
  - ⇒ キングエクスカリバー

### 仮面ライダーリバイス
- 仮面ライダーバイス プテラゲノム（プテラホバーバイク） / リバイスプテラ
ベース車：「A.L.I. Technologies・Xturismo[6]」（特撮ではなく実際に飛行する「空飛ぶバイク」）
- 仮面ライダーバイス ジャッカルゲノム（ジャッカルスケートボード） / リバイスジャッカル
- フェニックスのバイク
「ホンダ・XR250・モタード」
- ブルーバードのバイク(MOVIEバトルロワイヤル)
「ホンダ・XR250」
- ブルーバードの車両(仮面ライダーアウトサイダーズ 3話)
「クライスラー・ジープ・ラングラーアンリミテッド」
- 五十嵐大二のバイク(Vシネマ　仮面ライダーライブ&エビル&デモンズ)
「スズキ・GSX-S1000F」
- 百瀬龍之介の車(ビヨンド・ジェネレーションズ)
「トヨタ・カローラ」

### 仮面ライダーギーツ
- ブーストライカー / 仮面ライダーギーツ、仮面ライダーバッファ
ベース車：「ホンダ・CBR650F」
  - ⇒ ギーツモード
  - ⇒ バッファモード

### 仮面ライダーガッチャード
- ゴルドダッシュ / 仮面ライダーガッチャード
ベース車：「ホンダ・CRF1100L Africa Twin Adventure Sports ES」
  - ⇒ ライドケミーカード ゴルドダッシュ
- デイブレイクゴルドダッシュ / 仮面ライダーガッチャードデイブレイク
ベース車：「ホンダ・CRF1100L Africa Twin Adventure Sports ES」
- 黒鋼スパナ（ヴァルバラド/仮面ライダーヴァルバラド）のバイク
「ホンダ・レブル1100」

### 仮面ライダーガヴ
- ブルキャンバギー / 仮面ライダーガヴ
  - ⇒ ブルキャンゴチゾウ
- ショウマ（仮面ライダーガヴ）のバイク
「ホンダ・CRF250L」
  - ⇒ ブルキャンゴチゾウ
- 辛木田絆斗（仮面ライダーヴァレン）の自転車
- 甘根幸果の車
「トヨタ・ピクシストラック」

### 仮面ライダーゼッツ
- ゼロ（バイクモード） / 仮面ライダーゼッツ
ベース車：「ホンダ・CL500」
  - ⇒ ゼロ（ロボット）

## 海外展開作品
『マスクド・ライダー』（海外版 仮面ライダーBLACK RX）
- コンバットチョッパー（アクロバッター） / マスクド・ライダー
  - ⇒ スーパーチョッパー（ロボイザー） / マスクド・ライダースーパーゴールド
  - ⇒ ウルトラチョッパー（マックジャバー） / マスクド・ライダースーパーブルー

ベース車：「スズキ・DR250S」
- マグノ（ライドロン） / マスクド・ライダー
ベース車：「マツダ・サバンナRX-7」
- デックス・スチュアートのバイク
「スズキ・RM125」(15話)
- デックス・スチュアートの車
「トヨタ・セリカ」(3話、運転授業の練習用車両)
- ハル・スチュアートの車
「GMC・サファリ」

『Kamen Rider Dragon Knight』（海外版 仮面ライダー龍騎）
- アドベントサイクル（ライドシューター）
- ドラゴンサイクル（海外版オリジナルバイク） / 仮面ライダードラゴンナイト
ベース車：「スズキ・DR-Z400SM」
- ウイングサイクル（海外版オリジナルバイク） / 仮面ライダーウイングナイト
ベース車：「スズキ・DR-Z400SM」
- ドラグランザー / 仮面ライダードラゴンナイト
ベース車：「ホンダ・X4」
- ダークレイダー / 仮面ライダーウイングナイト
ベース車：「ホンダ・シャドウスラッシャー」
- 仮面ライダーストライクのバイク(12話)
ベース車：「スズキ・GSX-R1100」[7]
- キット・テイラー（仮面ライダードラゴンナイト/オニキス）のバイク
「スズキ・GSX600F Katana」
- レン（仮面ライダーウイングナイト）のバイク
「カワサキ・ZZR1400」
- リッチー・プレストン（仮面ライダーインサイザー）のバイク
「ホンダ・CBR600F」
- リッチー・プレストンの車(3話)
「シボレー・アバランチ」
- ドリュー・ランシング（仮面ライダートルク）のバイク
「ドゥカティ・998」
- ブラッド・バレット（仮面ライダートラスト）のバイク
「スズキ・DR-Z400SM」
- ジェームズ・トレードモア（仮面ライダーストライク）のバイク
「ホンダ・CBR600RR」
- クリス・ラミレス（仮面ライダースティング）のバイク
「トライアンフ・ボンネビル」
- ケイス（仮面ライダーセイレーン）のバイク
「ホンダ・VFR750F」
- ダニー・チョウ（仮面ライダーアックス）のバイク
「スズキ・GSX-R750」
- アルバート・チョウ（仮面ライダースピアー）のバイク
「ホンダ・CBR600F4i」
- ヴィック・フレイザーのバイク(27話)
「カワサキ・Z750スペクター」
- ゼイビアックスの車
「レクサス・GS」(3話)
「シボレー・サバーバン」(13話)
「リンカーン・タウンカー」(17話)

## その他の作品展開
『仮面ライダー THE FIRST』
- サイクロン1号 / 仮面ライダー1号 （ホッパー）
ベース車：「ホンダ・CBR1000RR」
- サイクロン2号 / 仮面ライダー2号 （ホッパー2）
ベース車：「ホンダ・CB1300スーパーフォア」
- 本郷猛（仮面ライダー1号〈ホッパー〉）のバイク
「ホンダ・シャドウスラッシャー<400>」
- 一文字隼人（仮面ライダー2号〈ホッパー2〉）の車
「シボレー・カマロ」

『仮面ライダー THE NEXT』
- ハリケーン / 仮面ライダーV3 （ホッパーVersion3）
ベース車：「ホンダ・XR250・モタード」
- ショッカーライダーのバイク(オフロード) / ショッカーライダー
ベース車：「ホンダ・XR250」
- ショッカーライダーのバイク(モタード) / ショッカーライダー
ベース車：「ホンダ・XR400モタード」

『仮面ライダーG』
- Gのバイク / 仮面ライダーG
ベース車：「ホンダ・XR250・モタード」（THE NEXT版ハリケーンをそのまま流用）

『仮面ライダーアマゾンズ』
- ジャングレイダー / 仮面ライダーアマゾンオメガ、仮面ライダーアマゾンニューオメガ
ベース車：「ホンダ・XR250」
- ネオジャングレイダー / 仮面ライダーアマゾンネオ
ベース車：「ホンダ・XR250」
- 鷹山仁（仮面ライダーアマゾンアルファ・ピラニアアマゾン）のバイク
「ハーレーダビッドソン・FLHRC ロードキングクラシック」
- 鷹山仁（仮面ライダーアマゾンアルファ・ピラニアアマゾン）、泉七羽（クラゲアマゾン）の自動車
- ノザマペストンサービスの車両（バン）（自動車） / 福田耕太、志藤真、マモル（モグラアマゾン）、高井望、三崎一也、大滝竜介（トンボアマゾン）、前原淳（仮面ライダーアマゾンシグマ・淳アマゾン態）、水澤悠（仮面ライダーアマゾンオメガ・アマゾン素体）
- 4C（特定有害生物対策センター（Competitive Creatures Control Center））の車両（バン）（自動車） / 黒崎武、赤松竜二、青山、藤尾他4C隊員

「日産・エルグランド」（一台のみ）

『仮面ライダーBLACK SUN』
- バトルホッパー / 仮面ライダーBLACK SUN
ベース車：「ホンダ・CB750F」[8]
- ロードセクター
ベース車：「BMW・R NINE T」
- 南光太郎の車
「ダッジ・WC」

『シン・仮面ライダー』
- サイクロン号(本郷ライダー用) / 仮面ライダー
ベース車：「ホンダ・CB650R」
- サイクロン号(一文字ライダー用) / 仮面ライダー第2号
ベース車：「ホンダ・CB650R」
- サイクロン号(大量発生型相変異バッタオーグ用) / 大量発生型相変異バッタオーグ
ベース車：「ホンダ・CB650R」
- 変形前サイクロン号(本郷ライダー用) / 仮面ライダー
ベース車：「ホンダ・CB250R」
- 変形前サイクロン号(一文字ライダー用) / 仮面ライダー第2号
ベース車：「ホンダ・CB250R」
- シンサイクロン号 / 仮面ライダー第2+1号
ベース車：「ホンダ・CB250R」
- 本郷猛のバイク
「スズキ・ジェベル200」
- 緑川イチローのバイク
「ホンダ・ドリームSL350」

『仮面ライダーEVE-MASKED RIDER GAIA-』
- クルセイダー / 仮面ライダーガイア（ガイボーグ）

『仮面ライダーSPIRITS』
- 村雨良（仮面ライダーZX）のバイク
ベース車：「スズキ・GSX750S カタナ」、リトラクタブルライトのいわゆる「3型カタナ」
- 滝和也（滝ライダー）のバイク
ベース車：「ホンダ・ワルキューレ」

『仮面ライダー 誕生1971/希望1972/流星1973』
- サイクロン13 / 仮面ライダー（本郷ライダー）

『仮面ライダーSD』
- ライダーキャリア（マイティライダーズ移動基地）
- ネオサイクロン / 仮面ライダー1号
- ネオサイクロン2 / 仮面ライダー2号
- ネオハリケーン / 仮面ライダーV3
- ネオライダーマシーン / ライダーマン
- ネオクルーザー / 仮面ライダーX
- ネオジャングラー / 仮面ライダーアマゾン
- ネオカブトロー / 仮面ライダーストロンガー
- ネオスカイターボ / スカイライダー
- ネオVジェット / 仮面ライダースーパー1
- ネオヘルダイバー / 仮面ライダーZX
- ネオアクロバッター / 仮面ライダーBLACK RX
- ネオロボイザー / ロボライダー（仮面ライダーBLACK RXのフォームチェンジ）
- ネオマックジャバー  / バイオライダー（仮面ライダーBLACK RXのフォームチェンジ）
- ネオZブリンガー / 仮面ライダーZO
- ジェイクロッサー / 仮面ライダーJ
- ライドロン / 仮面ライダーBLACK RX
- ヘルシューター / シャドームーン（八鬼衆）

## 怪人の乗用マシン
『仮面ライダー』
- にせ新サイクロン号 / ショッカーライダーNo.1・2・3・4・5・6
ベース車：「スズキ・ハスラーTS250」
- ジャガーマンのバイク / ジャガーマン
- サイギャングのバイク / サイギャング
- ショッカー戦闘員のバイク / ショッカー女戦闘員、ショッカー赤戦闘員、ショッカー黒戦闘員、ショッカー骨戦闘員
- ゲルショッカー戦闘員のバイク / ゲルショッカー戦闘員
- ショッカータンク（戦車） / ショッカーライダーNo.1・2・3・4・5・6・7・8・9・10・11（小説版HERO SAGAのみ）

『仮面ライダーV3』
- 牙型マシン / 原始タイガー（魔女スミロドーン（姉小路）時も搭乗）
- デストロン戦闘員のバイク / デストロン戦闘員

『仮面ライダーX』
- アポロガイストのバイク / アポロガイスト（人間体時のみ搭乗）
ベース車：「スズキ・ハスラーTS400」
- サソリジェロニモJr.のバイク / サソリジェロニモJr.
- GOD秘密工作員のバイク / GOD秘密工作員

『仮面ライダーアマゾン』
- 赤ジューシャのバイク / 赤ジューシャ
- 黒ジューシャのバイク / 黒ジューシャ

『仮面ライダーストロンガー』
- ブラックサタン戦闘員のバイク / ブラックサタン戦闘員

『仮面ライダー （新）(スカイライダー)』
- ネオショッカー戦闘員のバイク(1話)
「ホンダ・XL250」
「ヤマハ・DT250Ⅱ」
- 偽スカイターボ / 偽スカイライダー（ドロリンゴ）
ベース車：「スズキ・SP370」
- アオカビジンのバイク / アオカビジン
- ネオショッカー戦車（戦車） / ヒルビラン、アルマジーク（劇場版のみ）、アリコマンド（劇場版のみ）
- 銀河王の宇宙船（宇宙船） / 銀河王、サドンダス、スペースクルー（劇場版のみ）

『仮面ライダースーパー1』
- 火の車（空飛ぶ火の車）（古代戦艦） / メガール将軍（奥沢正人・死神バッファロー）、地獄谷五人衆（サタンホーク、ヘビンダー、ストロングベア、ゾゾンガー、クレイジータイガー） （劇場版のみ）
- ヤッタラダマスのバイク / ヤッタラダマス
- バクロンガーのバイク / バクロンガー
- ジンファイターのバイク / ジンファイター

『仮面ライダーZX』
- ジゴクロイドのバイク / ジゴクロイド（雑誌展開のみ）

『仮面ライダーBLACK』
- ヘルシューター / 剣聖ビルゲニア
ベース車：「ホンダ・NS250R」
- デスランナー / 剣聖ビルゲニア、テストロイド
ベース車：「ホンダ・NS250R」
- ゴルゴムジープ（ジープ） / ゴルゴム戦闘員（劇場版のみ）

『仮面ライダーBLACK RX』
- ストームダガー / 機甲隊長ガテゾーン
  - ⇒ ネオストームダガー

ベース車：「ホンダ・NS250R」
- スカル魔スターのバイク / スカル魔スター
- スカル魔のバイク / スカル魔
- クライス要塞（巨大要塞） / クライシス皇帝、ジャーク将軍（ジャークミドラ）、査察官ダスマダー大佐（クライシス皇帝）、官房長ロボット・チャックラム、海兵隊長ボスガン、諜報参謀マリバロン、機甲隊長ガテゾーン、牙隊長ゲドリアン、ガロニア姫、怪魔戦士（怪魔ロボット・怪魔妖族・怪魔異生獣・怪魔獣人）、チャップ他クライシス帝国の構成員

『仮面ライダークウガ』
- バギブソン / ゴ・バダー・バ
ベース車：「ガスガス・パンペーラ250」

『仮面ライダー剣』
- ブラックファング / ウルフアンデッド、橘朔也（仮面ライダーギャレン） （試験運転で搭乗）
ベース車：「ホンダ・XR250・モタード」

『仮面ライダー電王』
- アントホッパーイマジンのバイク / アントホッパーイマジン
ベース車：「ホンダ・XR250」

『仮面ライダーディケイド』
- スーパークライス要塞（空中モード・地上モード）（巨大要塞） / ゾル大佐（鳴滝）、スーパー死神博士（光栄次郎）、蜂女、ネオ生命体&ドラス、スーパーショッカー戦闘員他スーパーショッカーの構成員（劇場版MOVIE大戦2010のみ）
- マンモスメカ（巨大メカ）（劇場版MOVIE大戦2010のみ）
  - ⇒ ハードマンモシャー / 仮面ライダーW

撃破された後、ハードボイルダーの後部と合体させられ仮面ライダーWに強奪される。

『仮面ライダーW』
- アームズ・ドーパントのバイク / アームズ・ドーパント
「ホンダ・シャドウファントム750」
- ヒート・ドーパントのバイク / ヒート・ドーパント（劇場版のみ）
「ホンダ・CBR1000RR」(2007年モデル)
「ガスガス・パンペーラ250」(Vシネマエターナル)
- T2マスカレイド・ドーパントのバイク / T2マスカレイド・ドーパント（劇場版のみ）

『仮面ライダーフォーゼ』
- エクソダス（スペースシャトル） / 超銀河王（劇場版MOVIE大戦MEGA MAXのみ）
- スカイジェット（ジェット戦闘機） / スカイダイン（劇場版のみ）
スカイダイン自身が変形。
- グランカー（トラック） / グランダイン（劇場版のみ）
グランダイン自身が変形。
- 衛星兵器XVII ワンセブンフォーメーション（巨大ロボット） / スカイダイン、グランダイン、星屑忍者ダスダート、機動メカ・ガンベース（防衛システム）他（劇場版のみ）
人工衛星の衛星兵器XVII自身が変形。自我を持つロボットだが、操られ乗っ取られる。

『仮面ライダーウィザード』
- ブラックドッグ / ヘルハウンド
ベース車：「ホンダ・XR250」
- アクマイザー装甲車（装甲車） / アクマイザー（ザタン・イール・ガーラ）（劇場版MOVIE大戦アルティメイタムのみ）
  - ⇒ザイダベック / アクマイザー（ザタン）

『仮面ライダードライブ』
- ショッカー戦闘機（プロペラ機） /  アリマンモス、ショッカー戦闘員他（搭乗はせず自動操縦）（dビデオ『4号』のみ）
スカイサイクロンと合体する機体もいる。

『仮面ライダーエグゼイド』
- モータスヴァイパー / モータスバグスター、モータスバグスター（レベル5）、モータスバグスター（レベル20）
ベース車：「ホンダ・XR250」
- チャーリーサイクル（自転車） / チャーリーバグスター（レベル30）
ベース車：

『仮面ライダービルド』
- キャピタルローダー / ガーディアン
ベース車：「ホンダ・XR250」

『仮面ライダージオウ』
- ダイマジーン
オーマジオウが操る怪人的な立ち位置なのでここに記述。
- タイムマジーン（ウール機） / ウール
- タイムマジーン（オーラ機） / オーラ
タイムジャッカーは、怪人であるアナザーライダーを生み出すのでここに記述。
- アナザーデンライナー / アナザー電王（劇場版仮面ライダー平成ジェネレーションズFOREVERのみ）
- アナザートライドロン / アナザードライブ

『仮面ライダー THE FIRST』
- ショッカー戦斗員のバイク / ショッカー戦斗員

『仮面ライダー×スーパー戦隊 スーパーヒーロー大戦』
- クライス要塞（巨大要塞） / 大首領・門矢士（仮面ライダーディケイド/電王 ソードフォーム）、ドクトルG（鳴滝・カニレーザー）、アポロガイスト、ジェネラル・シャドウ、十面鬼ユム・キミル、シャドームーン、ドラス、ン・ダグバ・ゼバ、アークオルフェノク、ジョーカー、ヌリカベの武者童子、グリラスワーム、バットファンガイア、アリゲーターイマジン、ウェザー・ドーパント、メズール、地のエル、ジャーク将軍、大ショッカー骨戦闘員、チャップ他大ショッカーの構成員
仮面ライダーもいるが怪人の勢力のため、こちらに記述。大ザンギャックのギガントホースと合体し巨大メカ・ビッグマシンに変型。仮面ライダーディエンドに強奪される。
  - ⇒ ビッグマシン（巨大ロボット） / 仮面ライダーディエンド

『スーパーヒーロー大戦GP 仮面ライダー3号』
- ライダーロボ（巨大ロボット） / ショッカー首領

『仮面ライダー×スーパー戦隊 超スーパーヒーロー大戦』
- ビッグモライマーズ（宇宙幕府ジャークマターより借用）（宇宙戦艦）
  - ⇒ 首領専用モライマーズロボ（巨大ロボット） / 大蜘蛛大首領（ショッカー首領三世）
- ゼビウス・アンドアジェネシス（宇宙戦艦）
- ギャラクシアン・ギャルボス（小型宇宙戦艦）

『新 仮面ライダーSPIRITS』
- ショッカーサイクロン（第二期強化改造人間用） / ショッカーライダーNo.1・2・3・4・5（第二期強化改造人間）、ショッカーライダーNo.6（第二期強化改造人間・一文字隼人〈仮面ライダー2号〉）、緑川ルリ子、立花藤兵衛、滝和也

『仮面ライダーSD』
- ガラガラン=スペシャルα /  地獄大使（八鬼衆）
- スコーピオンGT（装甲車） / ドクトルG（八鬼衆）
- アポロチャリオッツ（騎馬戦車） / アポロガイスト（八鬼衆）、マッハアキレス（アポロチャリオッツを牽引）
- 十面オープン（肉体と同化） / 十面鬼（八鬼衆）
- スーパートランプ / ジェネラルシャドウ（八鬼衆）
- サザン=スペシャルβ（重戦車） / 暗闇大使（八鬼衆）
- クライシスキャリア（トランスポーター） / ジャーク将軍（八鬼衆）